# Armascirus limpopoensis
Armascirus limpopoensis är en spindeldjursart som beskrevs av Den Heyer 1978. Armascirus limpopoensis ingår i släktet Armascirus och familjen Cunaxidae. Inga underarter finns listade i Catalogue of Life.